# علیرضا برازنده
علیرضا برازنده (زاده ۱۰ شهریور ۱۳۵۶ - تهران) مدیر فیلم‌برداری اهل ایران است. وی برنده سیمرغ بلورین بهترین فیلمبرداری از سی و سومین دورهٔ جشنوارهٔ فیلم فجر برای فیلم «دوران عاشقی» شده است.

## فیلم‌شناسی
- هفت دقیقه تا پاییز (۱۳۸۸)
- پله آخر (۱۳۹۰)
- جیب‌بر خیابان جنوبی (۱۳۹۰)
- یک، دو، سه،... پنج (۱۳۹۱)
- آرایش غلیظ (۱۳۹۲)
- ارسال یک آگهی تسلیت برای روزنامه (۱۳۹۲)
- پنج تا پنج (۱۳۹۲)
- فصل فراموشی فریبا (۱۳۹۲)
- بوفالو (۱۳۹۳)
- تگرگ و آفتاب (۱۳۹۳)
- دوران عاشقی (۱۳۹۳)
- شیفت شب (۱۳۹۳)
- مبارک (۱۳۹۳)
- آااادت نمی‌کنیم(۱۳۹۴)
- هجوم (۱۳۹۵)
- بیست و یک روز بعد(۱۳۹۵)
- هزارپا (۱۳۹۶)
- دارکوب (۱۳۹۶)
- ۵۰ کیلو آلبالو (۱۳۹۴)
- زعفرانیه ۱۴ تیر (۱۳۹۷)
- پیلوت (۱۳۹۷)
- ایده اصلی (۱۳۹۷)
- دوزیست (۱۳۹۸)
- تصور (۱۳۹۹)
- شهرک (۱۴۰۰)
- سرهنگ ثریا (۱۴۰۱)
- نبودنت (۱۴۰۱)
- آغوش باز (۱۴۰۲)
- بازی خونی (۱۴۰۳)